# Sárok
Sárok (szerbül Шарок / Šarok, horvátul Šarok,németül: Scharock) község Baranya vármegyében, a Mohácsi járásban.

## Fekvése
Mohácstól délre, Villánytól délkeletre helyezkedik el, közvetlenül a horvát határ mellett.
A szomszédos települések a határ innenső oldalán: észak felől Bezedek, délnyugat felől Ivándárda, nyugat felől pedig Lippó. Keleti és déli irányból a községhatár egybeesik az államhatárral, arrafelé a legközelebbi szomszédos település a horvátországi Főherceglak (Kneževo).

### Megközelítése
Zsáktelepülésnek tekinthető, mivel közúton csak Lippó déli határszéle felől érhető el, az 5702-es útból kiágazó 57 118-as számú mellékúton.

## Története
Sárok (Sárog) nevét az oklevelek 1296-ban említették először Sarugh néven, 1298-ban pedig Saryug-nak írták.
A települést 1296-ban Fülöpföldével, 1298-ban Bezedek-el írták határosnak.
Birtokosai a sároki nemesek voltak, de rajtuk kívül 1296-ban Iváni Ivánka fiainak is volt itt birtoka.
A falu a török időkben elnéptelenedett, majd az elnéptelenedett faluba először magyarok, a 18. században délszlávok, s később németek telepedtek le.
1910-ben 491 lakosa volt, melyből 33 fő magyar, 133 fő német, 320 fő szerb, 2 fő horvát és 3 fő egyéb anyanyelvű volt. A lakosok közül 227 fő tudott magyarul.
A falu a XX. század közepéig Baranya vármegye Baranyavári járásához tartozott.
2020-ban bejelentették, hogy egy határátkelő létesítését készítik elő.

## Közélete

### Polgármesterei
- 1990–1994: Walter József (független)[7]
- 1994–1998: Walter József (független)[8]
- 1998–2000: Walter József (független)[9]
- 2001–2002: Vajdics László (független)[10][11]
- 2002–2006: Vajdics László (független)[12]
- 2006–2010: Vajdics László István (független)[13]
- 2010–2013: Vajdics László István (független)[14]
- 2013–2014: Uszléber Jánosné (független)[15]
- 2014–2019: Uszléber Jánosné (független)[16]
- 2019–2022: Fischer-Kondricz Zsuzsanna (független)[17]
- 2022–2023: Henke Smilja (független)[18]
- 2023–2024: … (ügyvivőként)[19]
- 2024– : Szkalonai Tamás (független)[1]

A településen 2001. január 7-én időközi polgármester-választást (és képviselő-testületi választást) tartottak, a hivatalban lévő polgármester és 5 képviselő lemondása miatt. 2013. október 11-én ismét az aktuális polgármester lemondása miatt kellett időközi választást tartani Sárokon.
2022. július 10-én ugyancsak időközi polgármester-választást kellett tartani a faluban, ezúttal is azért, mert a korábbi polgármester asszony 2021. április 12-én lemondott posztjáról. Lemondása ellenére elindult a választáson, de – négy jelölt közül, 8 szavazattal (10,26 %-os eredménnyel) – csak a harmadik helyet tudta megszerezni.
A 2022-ben megválasztott polgármester, Henke Smilja sem tudta kitölteni a 2019–2024-es önkormányzati ciklus rá eső hányadát, mert 2023 októberében váratlanul elhunyt. A következő választás közeli időpontja miatt azonban újabb időközi választást már nem lehetett tartani, posztját ezért az addigi alpolgármester vette át, ügyvivőként.

## Népesség
| Év   | Lakosok száma |
| 1900 | 491 fő        |
| 1930 | 278 fő        |
| 1976 | 211 fő        |
| 2001 | 170 fő        |
| 2006 | 142 fő        |
| 2008 | 133 fő        |

| Lakosok száma | 129  | 127  | 122  | 120  | 111  | 109  | 104  | 93   |
|               | 2013 | 2014 | 2015 | 2019 | 2021 | 2022 | 2023 | 2024 |

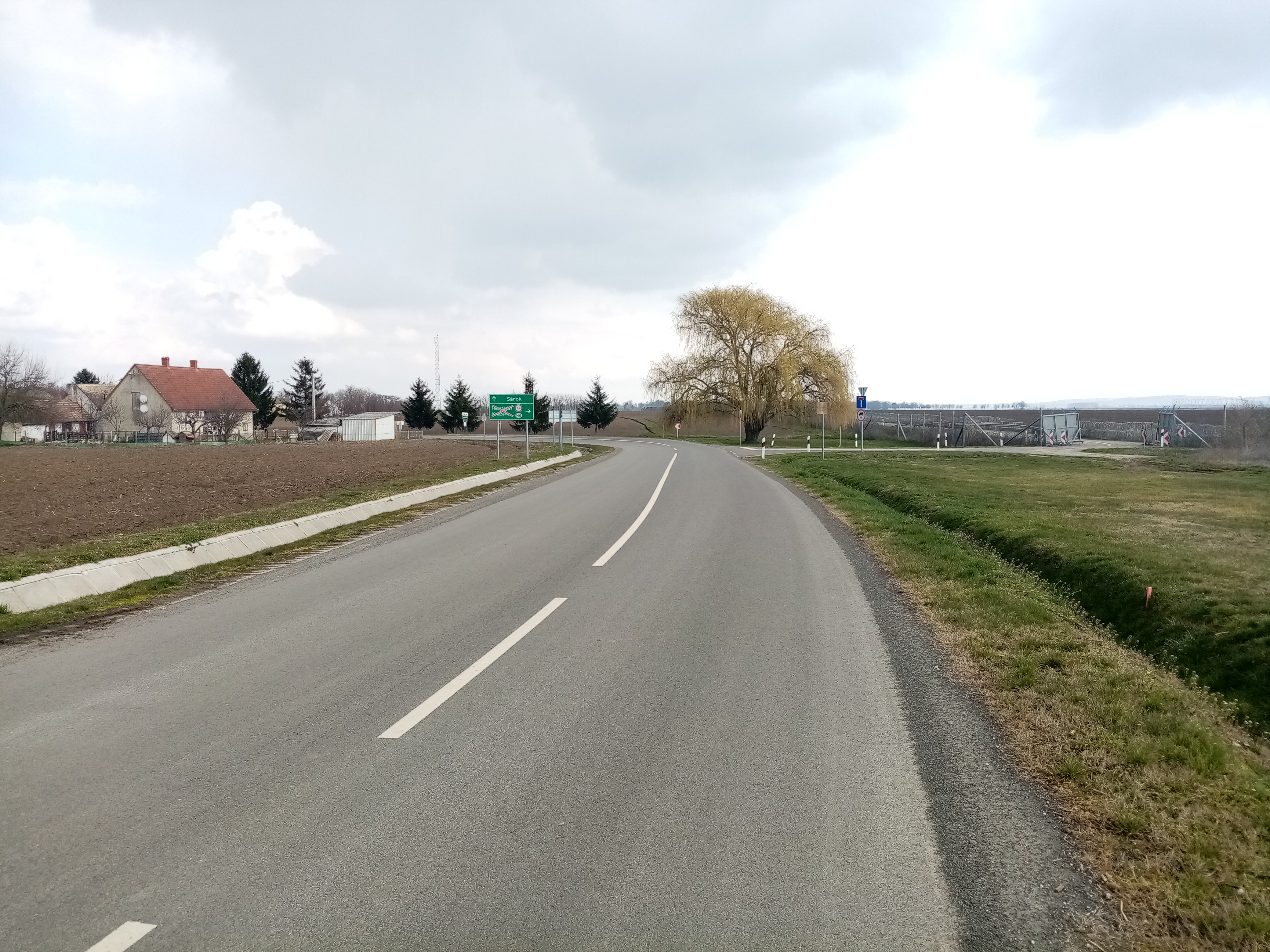
a falu eleje, jobb oldalon a jövőbeli határátkelőhöz vezető út

A 2011-es népszámlálás során a lakosok 96,6%-a magyarnak, 14,3% cigánynak, 30,3% németnek, 2,5% szerbnek mondta magát (1,7% nem nyilatkozott; a kettős identitások miatt a végösszeg nagyobb lehet 100%-nál). A vallási megoszlás a következő volt: római katolikus 46,2%, református 14,3%, evangélikus 6,7%, görögkatolikus 1,7%, felekezeten kívüli 26,9% (1,7% nem nyilatkozott).
2022-ben a lakosság 86,2%-a vallotta magát magyarnak, 20,2% németnek, 3,7% szerbnek, 0,9% ukránnak, 0,9% lengyelnek, 1,8% egyéb, nem hazai nemzetiségűnek (9,2% nem nyilatkozott; a kettős identitások miatt a végösszeg nagyobb lehet 100%-nál). Vallásuk szerint 24,8% volt római katolikus, 16,5% református, 3,7% evangélikus, 2,8% ortodox, 0,9% görög katolikus, 4,6% egyéb katolikus, 6,4% felekezeten kívüli (39,4% nem válaszolt).

## Nevezetességei
- Szerb ortodox templom.

## Külső hivatkozások
- Sárok Önkormányzatának honlapja